# Big Eyes, Small Mouth
Big Eyes, Small Mouth to gra fabularna którą zaprojektowano, by rozgrywać sesje inspirowane mangą i anime. Bardzo często określa się ją akronimem BESM. Jej tytuł odnosi się do powszechnej stylistyki anime, w której postaci mają duże oczy i małe usta. Oryginalnym wydawcą BESM-a byli Guardians of Order w 1997. Obecnie (2022) gra posiada 4 edycję, wydaną nakładem Dyskami Publishing Company/Japanime Games.

## Mechanika
BESM korzysta z systemu tworzenia postaci point-based. Gracze rzucają dwoma kośćmi k6. Postaci posiadają trzy „Statystyki” (ang. Stats) na bazie których wykonuje się wszystkie rzuty (można je porównać do atrybutów z Dungeons and Dragons). Poza Statystykami istnieją także Atrybuty (ang. Attributes), które dają postaci wyjątkowe zdolności. Atrybuty mogą być pozytywne (Akrobatyka) lub negatywne (np.: postać może być łatwa w rozpraszaniu).

## Pierwsza edycja
Pierwsza edycja, zaprojektowana przez Marka C Mackinnona, została wydawana przez Guardians of Order w 1997. Wkrótce potem, twórca RPG David L. Pulver zaczął pisać dodatki do tej dosyć prostej gry, dodając szczegółowy system tworzenia mechów w swojej książce Big Robots, Cool Starships. Umiejętności dodano w następnej publikacji, książce zatytułowanej Hot Rods & Gun Bunnies. W tym samym czasie MacKinnon i przyjaciele korzystali z BESM-a (obecnie znanego jako „Tri-Stat System”) jako podstawy do gier na licencjach takich jak Sailor Moon, Dominion: Tank Polic, Demon City Shinjuku i Tenchi Muyo!. Wszystkie owe innowacja zostały włączone do drugiej edycji, którą wydano w 2001
i którą społeczność graczy przyjęła bardzo ciepło.
Od tamtego momentu, inne licencja anime, które pozyskali Guardians of Order korzystają z zasad BESM-a. Zamiast publikować osobne gry, jak to kiedyś robił wydawca, teraz są publikowane „Ultimate Fan Guides”. Dodatkowo, zostało opublikowanych parę gatunkowych (ang. genre) dodatków, jak i dwa oryginalne settingi: Centauri Knights i Uresia: Grave of Heaven.

## Edycja d20
W 2003 opublikowano wersję BESM-a korzystającą z systemu d20. Sprzedawała się ona dobrze, ale fani byli podzieleni. Wydano także nowe wersje Centauri Knights i Uresii. w 2004 wydano poprawioną wersję, która jednak, ze wzglęu na problemy z drukiem i proofreadingiem, nie zawierała wszystkich rewizji w formie ostatecznej. Prezes firmy, Mark C. MacKinnon publicznie to wyjaśnił i przeprosił, i zaoferował, że zwróci pieniądze tym, którzy byli niezadowoleni ze swojego zakupu.

## BESM 3rd Edition
Trzecie edycja BESM-a miała zostać opublikowana w kwietniu 2006, co było drugą planowanadatą po lecie 2005. Planowano ukazanie się trzeciej edycji w trzech wariantach: BESM 3rd edition (deluxe), BESM 3rd edition (standard) i Valilla BESM, co miało być tanią i uproszczoną wersją stworzoną jako wprowadzenie dla nowych graczy. Mark MacKinnon ogłosił 1 sierpnia 2006, że Guardians of Order kończą swoją działalność biznesową, a „BESM Trird Edition jest skończone i gotowe do druku. Inna firma będzie wydawcą. To najbardziej elegancka wersja BESM-a i Tri-Stat System jaką stworzyłem i jestem z niej bardzo dumny. Jeśli zakupiłeś u nas książkę w przedsprzedaży, podamy Ci więcej informacji”.
6 września 2006, ArtHaus Games, którego tytuły są wydawane przez White Wolfa, ogłosił zakup tej gry RPG. W publicznej wypowiedzi zaznaczono, iż firma jest „ekstremalnie pewna”, że uda się wydać podręcznik w styczniu 2007, a także, że kupujący w przedsprzedaży „są w dobrych rękach”, choć zaznaczyli także, że nie wzięli na siebie odpowiedzialności i ciężarów Guardians of Order.
BESM 3rd Edition został opublikowany przez ArtHaus 24 stycznia 2007. Nowa edycja zmieniła mechanikę Tri-Stat z „wyrzuć poniżej” na „wyrzuć więcej i osiągnij Stopień Trudności” jak w większości gier RPG. Książka była standardowego formatu i zawierała kolorowe ilustracje. Nie wydano wersji deluxe. Zrezygnowano także z wydania wcześniej ogłoszonego Vanilla BESM.

## BESM 4th Edition
29 kwietnia 2019, Dyskami Publishing Company ogłosiło, że weszło w partnerstwo z White Wolf Entertainemnt w celu wydania nowej edycji BESM-a. Nowa edycja miała zostać napisana i zaktualizowana przez oryginalnego twórcę (i założyciela Dyskami) Marka MacKinnona, i współopublikowana z wydawcą gier RPG, Japanime Games. W dodatku do normalne wersji i wydania deluxe, Dyskami ogłosiło także palny wydania odchudzonej wersji systemu, zwanej BESM Naked. Ma to być edycja kompletna edycja na swoich własnych prawach, którą można by było zintegrować z 4 edycją BESM-a, ale która także mogłaby służyć za „punkt wejścia”. Po udanej zbiórce pieniędzy na Kickstarterze, Dyskami Publishing Company wydało pełne PDF-y z różnymi produktami BESM 4th Edition dla wspierających 23 grudnia 2019, wliczając w to wersją standardową i BESM Naked, ekran Mistrza Gry, przygody, gotowe postaci i statystyki BN-ów. BESM 4th Edition wysłano do drukarni w styczniu 2020, a jego premiera miała miejsce w październiku 2020. W grudniu 2020 utworzono drugą zbiórk ęna Kickstarterze, aby wydać 6 dodatkowych podręczników, w co wlicza się BESM Extras – podręcznik z wariantami zasad i rozszerzoną mechaniką gry.
Podczas oryginalnej publikacji 4 edycji BESM-a, Dyskami Publishing Company ogłosiło plany (podczas zbiórki na Kickstarterze) utworzenia programu społecznościowego na DriveThruRPG zwanego Tri-Stat Emporium, którego nazwa nawiązuje do Tri-Stat System, który jest wykorzystywany we wszystkich edycjach BESM-a do tej pory. Tri-Stat Emporium zaczęło funkcjonować 8 czerwca 2020.

## Ultimate Fan Guides
Zaczynając w 2001, Guardians of Order zaprzestało wydawać gry stand-alone dla anime, do których zakupili licencje, i zastąpiło tę praktykę publikacjami z cyklu Ultimate Fan Guides – serią suplementów do BESM-a które łączyły w sobie informacje o odcinkach, postaciach i motywach obecnych w danej serii anime, dodając do tego statystyki i informacje mechaniczne.
Seria Ultimate Fan Guides była kontrowersyjna pośród fanów systemu. Choć książki zazwyczaj były wysokiej jakości i zawierały wiele kolorowych ilustracji z danej serii anime, wielu fanów wierzyło, że informacje w niektórych guides były niekompletnie i nie można było na nich polegać. W dodatku, zdarzały się okazjonalnie błędy w redakcji, które prowadziły do zawstydzających niedomówień.
Wiele z serii anime, które najpierw pojawiły się w światku RPG jako Ultimate Fan Guides zaadaptowano później do systemu d20 w wersji BESM-owej. Przewodnik do anime Slayers później rozwinięto w samodzielny RPG The Slayers d20.
Ze względu na kwestie licencyjne, trzyczęściowy fanowski przewodnik po Magicznych Wojownikach (Slayers) nie zawiera żadnych informacji o filmach i OVA, które były dystrybuowane przez ADV Films. Oznacza to, że nigdy nie pojawiła się oficjalna rozpiska Nagi The Serpent, popularnej postaci, która nie pojawia się w wersji telewizyjnej Slayersów.

## Publikacje

### Podręczniki źródłowe
- Big Eyes, Small Mouth Second Edition
- Big Eyes, Small Mouth Revised Second Edition
- Big Eyes, Small Mouth Third Edition
- BESM Fourth Edition (edycje zwykła i deluxe)
- BESM Naked (Fourth Edition): odchudzona i uproszczona wersja 4 edycji

### Dodatki (pierwsza i druga edycja)
- Big Eyes, Small Mouth Fast Play Rules – darmowy podręcznik dla Tri-Stata.
- Hot Rods and Gun Bunnies – podręcznik akcji i przygody.
- Big Robots, Cool Starships
- Centauri Knights – kampania hard science fiction.
- BESM GM Screen
- Cute and Fuzzy Seizure Monsters/Cute and Fuzzy Cockfighting Seizure Monsters – podręcznik o potworach i ich trenerach. Różne tytuły dla różnych okładek.
- Big Ears, Small Mouse – podręcznik o amerykańskiej animacji i komiksach.
- BESM Character Diary – dodatek o mechach i walce dla BESM First Edition i systemu Tri-Stat.
- BESM Fantasy Bestiary – podręcznik do kampanii fantasy.
- BESM Dungeon – podręcznik o podziemiach i ich eksploracji.
- BESM Space Fantasy – podręcznik o kosmicznych przygodach i romansach.
- Cold Hands, Dark Hearts – dodatek o horrorze gotyckim.

### Dodatki (czwarta edycja)
- BESM Extras – opcjonalne i rozszerzone zasady
- BESM Game Screen – zawiera przygodę
- BESM Character Folio – rozszerzone karty postaci
- BESM Primer – streszczenie zasad
- BESM Dramatis Personae – zbiór BN-ów
- BESM Adventures – Część # (Fourth Edition)
- BESM Tokyo Sidekick – zbiór BN-ów z gry planszowej the Tokyo Sidekick
- BESM 2D-Animinis – dwuwymiarowe, papierowe figurki
- BESM Dice Tower
- BESM Dice

### BESM d20
Seria dla systemu d20.
- BESM d20 Revised Edition
- Uresia: Grave of Heaven d20 – setting fantasy.
- BESM d20 Monstrous Manual
- BESM d20 Character Folio
- Centauri Knights d20 – setting hard sci-fi.
- BESM d20 Advanced Magic – dodatek z systemem magii.

## Odbiór
W styczniu 1998, w magazynie Dragon Rick Swan nazwał BESM „nadmiernie prostym erpegiem dla początkujących”. Swam zauważył, że zasady głównie koncentrowały się na tworzeniu postaci „ale to w zasadzie wszystko, co otrzymujemy. Nie ma tutaj informacji o settingu, szkiców kampanii, lub porad dla odgrywających, czyniąc to bardziej wprowadzeniem do RPG niż czymś, w co można pograć”. Nie polecał on tej gry, mówiąc „hardkorowi fani anime zrobią lepiej, interesując się Bubblegum Crisis od R. Talsorian Games.
Dwa numery później, w marcu 1998, w magazynie Dragon (nr. 245) Lester Smith napisał entuzjastyczną recenzję, mówiąc „w hobby gdzie, znacznie zbyt często, gry są publikowane bez jasnej wizji ich tematyki lub odbiorców... BESM to przykład produktu, który zna własną tematykę i dobrze ją traktuje”. Jedynym problemem Smitha były obrażenia od broni, zastanawiając się, czemu ktoś powinien wybierać mniejsze bronie zamiast większych. Zauważył także, że walki mogą się przeciągać, jeśli obydwie strony mają wysokie wartości obrony. Smith skonkludował, iż „rekomenduję Big Eyes, Small Mouth dla fanów anime. Jest po prostu doskonałe, biorąc pod uwagę, co próbuje osiągnąć. Nawet jeśli nie jesteś fanem anime, uważam, że dalej powinieneś rzucić okiem na tę grę. Może być dla Ciebie wprowadzeniem do zupełnie nowego świata przygód”.
Recenzent z Pyramid #30 (marzec/kwiecień 1998) stwierdził, że „Big Eyes, Small Mouth działa, jest stylowe i zabawne, To jest ten typ gry anime.”

## Recenzje
- Knights of the Dinner Table Magazine #13 (Nov., 1997)
- Games Unplugged #4 (Dec./Jan., 2000)
- Backstab #9[12]
- Backstab #24 (druga edycja)[13]